# Sáfrányhal
A sáfrányhal (Eleginus nawaga) a sugarasúszójú halak (Actinopterygii) osztályának tőkehalalakúak (Gadiformes) rendjébe, ezen belül a tőkehalfélék (Gadidae) családjába tartozó faj.
Az Eleginus csontoshal-nem típusfaja.

## Előfordulása
A sáfrányhal előfordulási helye az Arktisz vízei: Fehér-, Barents- és Kara-tenger, a Kola-öböltől az Ob folyó torkolatáig.

## Megjelenése
Ez a halfaj legfeljebb 42 centiméter hosszú. Az oldalvonala a második hátúszó kezdeténél végződik. A fejen nincsenek oldalvonal pórusok. Háti része barnás, oldalai világosabbak, kis sötét foltokkal.

## Életmódja
Egyaránt megél a sós-, édes- és brakkvízben is. Általában a víz felszínétől 10 méter mélységben találhatjuk meg. Többféle élőhelyhez is képes alkalmazkodni; így például jól érzi magát az iszapos fenéken is, de a jegek közelében is. Tápláléka rákok, férgek és egyéb halak. Legfeljebb 12 évig él.

## Felhasználása
A sáfrányhalat ipari mértékben halásszák.